# Córdova (distrito)
Córdova é um distrito do Peru, departamento de Huancavelica, localizada na província de Huaytará.

## Transporte
O distrito de Córdova é servido pela seguinte rodovia:
- HV-120, que liga a cidade de San Isidroao distrito de Santiago de Quirahuara [1][2][3]